# 윤종화 (배우)
윤종화(한국 한자: 尹钟和, 1979년 10월 22일 ~ )는 대한민국의 배우, 모델이다.

## 생애
1979년 10월 22일 서울특별시에서 1남 1녀 중 막내로 출생한 그는 종교는 무종교이며 2002년 앙드레 김 패션쇼를 통해 모델로 데뷔하였고 2005년 MBC 드라마 《사랑찬가》를 통해 배우로 데뷔하였다.
2005년부터 2008년까지 정진무라는 예명으로 활동했다가 본명으로 활동 중이다.
대표 작품으로는 2009년 MBC 드라마 《보석비빔밥》, 2011년 KBS 2TV 드라마 《공주의 남자》, 2012년 MBC 드라마 《메이퀸》, 2013년 SBS 《따뜻한 말 한마디》, 2015년 MBC 드라마 《이브의 사랑》, 2019년 MBC 드라마 《나쁜 사랑》 등이 있다.
2021년 5월, 드라마 나쁜사랑에서 호흡을 맞췄던 배우 신고은과 결혼하였다.
2025년 5월 1일, 기사를 통해 결혼 3년만에 파경을 맞았으며, 이미 반년 전부터 각자 생활하였다고 한다. 다만, 결혼할 때 혼인신고를 하지 않아서 사실혼 관계로만 지냈기 때문에 법적으로는 이혼이 아니라 그냥 결별이 되었다.

## 학력
- 1998년 ~ 2002년 수원대학교 연극영화과 학사

## 경력
- 2002년 앙드레 김 패션쇼 모델

## 출연 작품

### 드라마
| 연도        | 방송사   | 제목                               | 역할             | 비고      |
| ----------- | -------- | ---------------------------------- | ---------------- | --------- |
| 2004        | KBS 1TV  | 대하드라마 《불멸의 이순신》       |                  | 104부작   |
| 2005        | MBC      | 《사랑찬가》                       | 보조 주방장 태수 | 41부작    |
| 2006        | KBS 2TV  | 《특수수사일지: 1호관 사건》       | 이재현           | 4부작     |
| 2007        | SBS      | 《외과의사 봉달희》                |                  | 18부작    |
| 2007        | MBC      | 《에어시티》                       | 민욱             | 16부작    |
| 2008        | KBS 2TV  | 《그들이 사는 세상》               | 손규민           | 16부작    |
| 2008 ~ 2009 | SBS      | 《유리의 성》                      | 장태수           | 51부작    |
| 2009 ~ 2010 | MBC      | 《보석비빔밥》                     | 유병훈           | 50부작    |
| 2010        | SBS      | 《이웃집 웬수》                    | 본부장           | 65부작    |
| 2010        | TvN      | 《조선X파일 기찰비록》             |                  | 12부작    |
| 2011        | KBS 2TV  | 《공주의 남자》                    | 전노걸           | 24부작    |
| 2012        | MBC      | 《메이퀸》                         | 장일문           | 38부작    |
| 2013        | MBC      | 저녁 일일연속극 《오로라 공주》    | 강 검사          | 특별 출연 |
| 2013        | MBC      | 아침 일일연속극 《내 손을 잡아》   |                  | 130부작   |
| 2013 ~ 2014 | SBS      | 《따뜻한 말 한마디》               | 나진철           | 20부작    |
| 2015        | MBC      | 아침 일일연속극 《이브의 사랑》    | 차건우(‡)        | 120부작   |
| 2016        | TvN      | 《THE K2》                         | 김석한           | 16부작    |
| 2017        | MBC      | 《당신은 너무합니다》              | 김철수           | 50부작    |
| 2019        | 네이버TV | 《풍경 - 바람이 잇다》 (웹 드라마) | 윤종화 (사장)    | 10부작    |
| 2019        | MBC      | 《이몽》                           | 이시다           | 40부작    |
| 2019 ~ 2020 | MBC      | 저녁 일일연속극 《나쁜 사랑》      | 한민혁 / 박민혁  | 129부작   |

### 영화
| 연도 | 제목            | 역할    | 감독   | 비고                                            |
| ---- | --------------- | ------- | ------ | ----------------------------------------------- |
| 2011 | 《오직 그대만》 | 민태식  | 송일곤 | 본작의 진 최종 보스.                            |
| 2015 | 《강남 1970》   | 화상(†) | 유하   | 본작의 서브 빌런이자 중간 보스. 장덕재의 오른팔 |

## 가족 관계
- 아버지 : 비공개
- 어머니 : 비공개
- 누나 : 윤현진 (1978년 ~ )
- 사장어른 : 비공개
- 안사장어른 : 비공개
- 매형 : 브라이언 이 (1978년 ~ )
- 장인 : 비공개
- 장모 : 비공개
- 처제 : 비공개
- 배우자 : 신고은 (1986년 ~ )

## 참고 사항
- MBC 아침 드라마 이브의 사랑에 차건우 역으로 캐스팅돼 촬영 중 척수암 진단을 받고 드라마 시작한지 채 한달도 안돼 하차했다. 이때문에 상대역 강세나를 맡은 김민경이 혼자 악역을 하느라 스토리와 캐릭터가 통째로 망가지는 불상사를 초래하고 말았다. 이후 1년이 지난 2016년에 THE K2로 복귀하기는 했으나 치료에 전념하는 모습을 보였다. 이후 상태가 많이 호전되었는지 장편 시대극인 이몽에 조연으로 출연했고 아침 드라마 나쁜 사랑 제작발표회에서 내년 5월(2020년 5월)에 완치 판정을 받는다는 발언을 했다.
- 내일도 승리를 집필한 작가가 나쁜 사랑을 집필했으며, 최필립의 포지션을 이어 받은 바 있다. 이를 계기로 조만간 KBS 일일드라마로 다시 나올 최지영 PD 작품에 심지호, 최필립을 이은 포지션으로 나올게 될 것으로 보인다.
- 윤종화는 아침드라마 2번[1], 일일드라마 2번[2], 영화 2번[3] 출연했다.
- 한시네마에서 불멸의 이순신, 외과의사 봉달희 출연이 공개되었다.